# Spodoptera metriodes
Spodoptera metriodes är en fjärilsart som beskrevs av George Thomas Bethune-Baker 1911. Spodoptera metriodes ingår i släktet Spodoptera och familjen nattflyn. Inga underarter finns listade i Catalogue of Life.